# Gran Premio di Lugano 2012
Il Gran Premio di Lugano 2012, trentesima edizione della corsa, valido come prova di classe 1.1 dell'UCI Europe Tour 2012, fu disputato il 26 febbraio 2012 su un percorso di 178,5 km. La vittoria andò all'italiano Eros Capecchi, al traguardo con il tempo di 4h32'02" alla media di 39,520 km/h.

## Ordine d'arrivo (Top 10)
| Pos. | Corridore            | Squadra       | Tempo    |
| ---- | -------------------- | ------------- | -------- |
| 1    | Eros Capecchi        | Liquigas      | 4h32'02" |
| 2    | Damiano Cunego       | Lampre-ISD    | a 4"     |
| 3    | Enrico Battaglin     | Colnago       | s.t.     |
| 4    | Matej Gnezda         | Adria Mobil   | s.t.     |
| 5    | Miguel Ángel Rubiano | Androni Gioc. | s.t.     |
| 6    | Mauro Santambrogio   | BMC           | s.t.     |
| 7    | Gianluca Brambilla   | Colnago       | s.t.     |
| 8    | Francesco Reda       | Acqua & Sap.  | s.t.     |
| 9    | Fabio Felline        | Androni Gioc. | s.t.     |
| 10   | Matej Mugerli        | Adria Mobil   | s.t.     |